# Mellan himmel och jord (musikalbum)
Mellan himmel och jord är ett album av Hasse Andersson, släppt 1987. Det placerade sig som högst på 40:e plats på försäljningslistan för album i Sverige.

## Låtlista
1. Måsen
2. Nattradion
3. Än E' halva sträckan kvar
4. Sommaren i år
5. Min moder jord
6. Jag har skrivit mina sånger
7. Sommardansen
8. Min ros
9. Betsy
10. Bantar-Outro